# بيدرو هرنانديز
بيدرو هرنانديز (بالإسبانية: Pedro Hernández)‏ هو نحات إسباني، ولد في 1585 في سلامنكا في إسبانيا، وتوفي بنفس المكان في 1665.